# Тымовск (станция)
Тымовск — железнодорожная станция Сахалинского региона Дальневосточной железной дороги. Названа по посёлку городского типа Тымовское.

## История
Станция открыта в 1975 году в составе пускового участка Победино — Тымовск. До 1979 года была конечной на линии.

## Описание

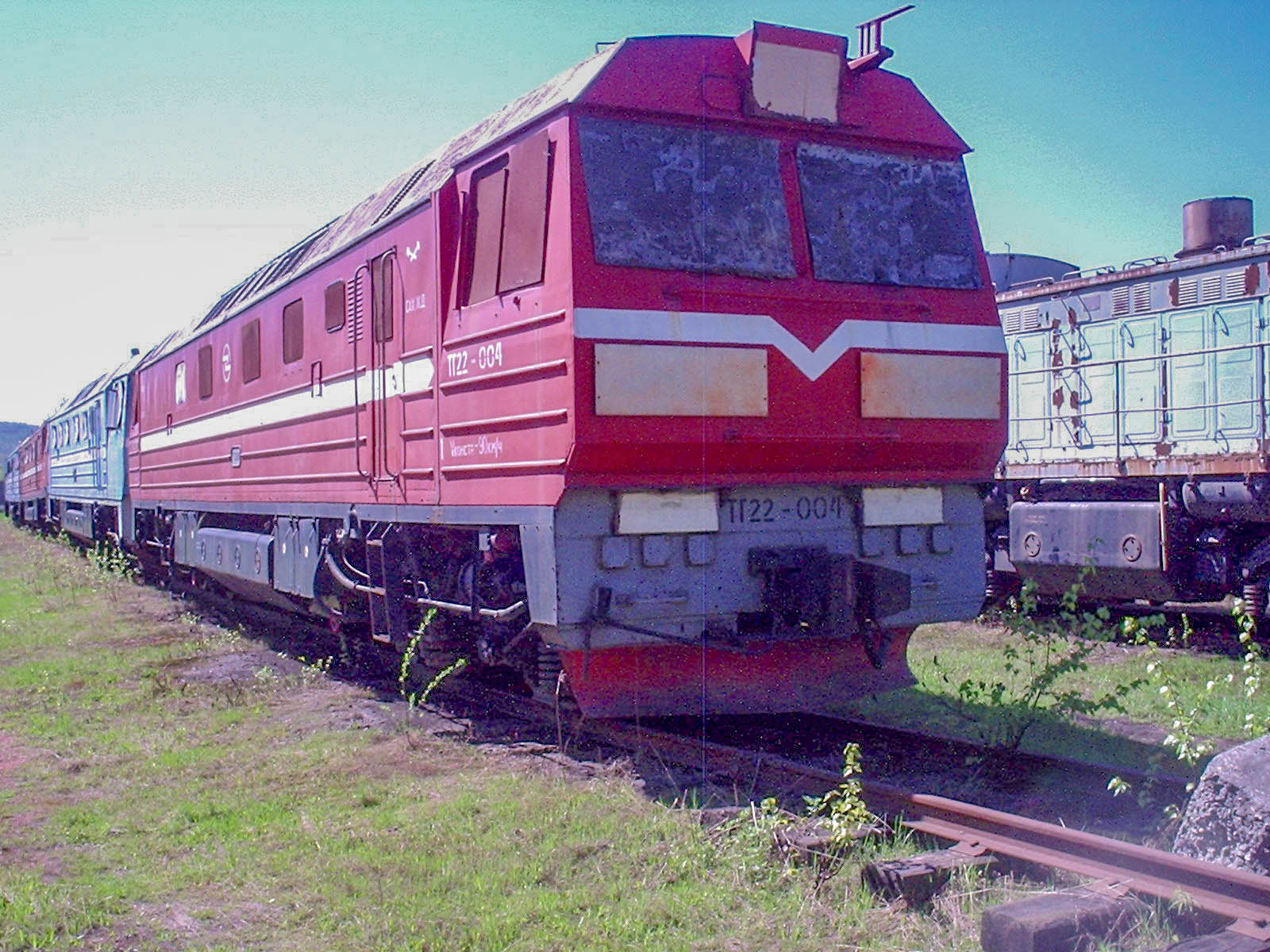
База запаса в Тымовске (2006)

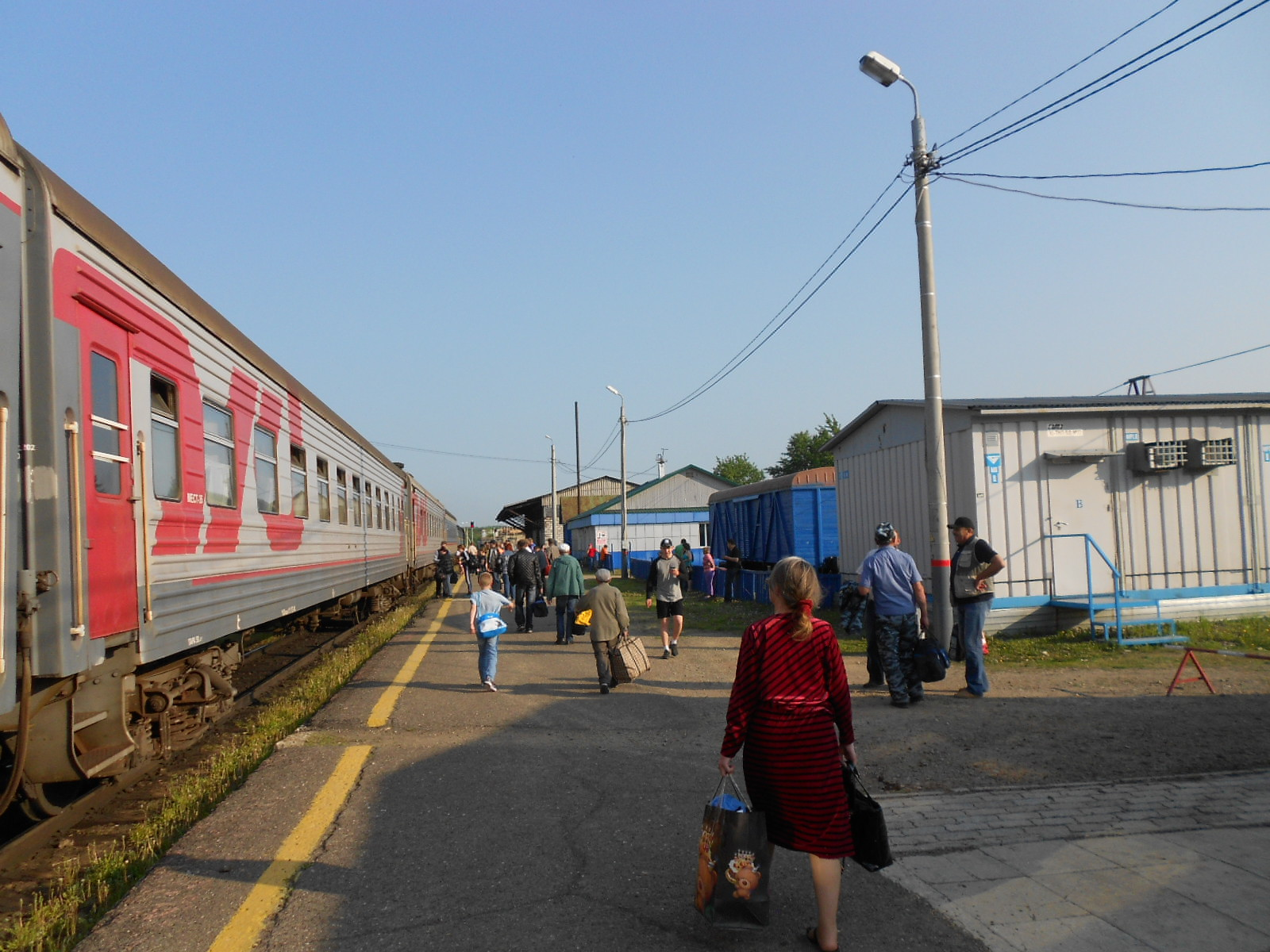
Дальний поезд на станции (2016)

Станция состоит из семи путей колеи 1520 мм, все неэлектрифицированные. У первого пути расположена низкая посадочная платформа с вокзала. Также на территории станции расположено оборотное депо Тымовск, предназначенное для техобслуживания тепловозов, а также база запаса, на которой размещены списанные вагоны и дизельные поезда Киха58.

## Деятельность

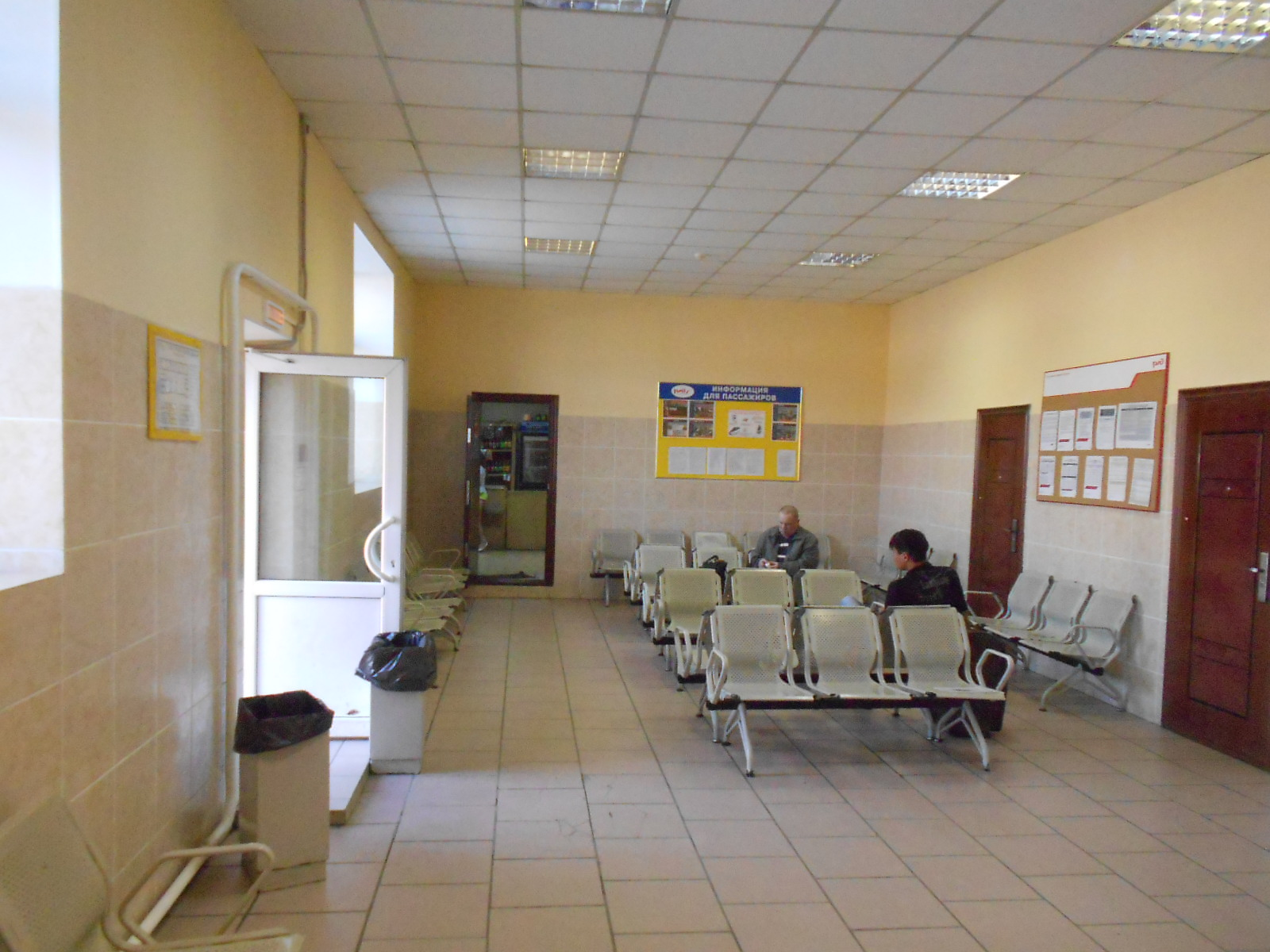
Интерьер вокзала (2016)

По параграфу станция способна осуществлять небольшие грузовые отправления, приём/отправку контейнеров массой до 5 тонн, продажу пассажирских билетов. На станции останавливается скорый поезд № 001/002 сообщением Южно-Сахалинск — Ноглики, а также производится оборот двух пар пассажирских поездов сообщением Южно-Сахалинск — Тымовск. На станции осуществляет смена локомотивных бригад. 